# Tóth Dénes (újságíró)
Tóth Dénes (Debrecen, 1822 körül – Budapest, 1880. április 12.) hírlapíró.

## Pályája
Önerejéből szép műveltségre tett szert, elsajátítván a nyugati nyelveket. Pár évtizedig a hivatalos lap külföldi rovatának vezetője volt; írt cikkeket egy pár ismeretterjesztő lapba. Kéziratát csak egyetlen szedő tudta elolvasni (reszketős kezű írás volt); ha a lap nyomdát cserélt, a szedő a lappal együtt vándorolt. Amikor a hivatalos lap megszűnt szépirodalmi olvasmányokat közölni, Tóth Dénes igen szűk életet kezdett élni, egy kis napidíján és egyleti segéllyel tengette életét. Jóformán elhagyatva halt meg Budapesten, 58 éves korában.
Cikkei a Budapesti Hirlapban (1857. 17. sz. Theirry Ágoston, Renan Ernő után franciából, 1858. 82-102. Őstörténelmi tanulmányok; vajjon léteztek-e emberek a földön a legújabb földtani korszak előtt, franciából; 1859. 255-268. sz. A századok legendája Hugó Viktortól, ism.); a Budapesti Szemlében (III. 1858. XIV. XV. 1862. könyvism.; XVIII. 1863. Régiségtani fölfedezések északon, XXI. 1864. Karthagó romjai) sat.